# Mučedníci z Piacenzy
Mučedníci z Piacenzy byli křesťanští mučedníci ve 3. či 4. století.
Byla to skupina křesťanů umučených za svou víru během vlády římského císaře Diocletiana. Zemřeli mučednickou smrtí u kostela Madonna di Campagna v Piacenze. Jejich svátek se slaví 2. ledna.